# Jean-Claude Decaux
Jean-Claude Decaux (* 15. September 1937 in Beauvais; † 27. Mai 2016) war ein französischer Unternehmer, der sein Vermögen durch Außenwerbung erwirtschaftete.

## Leben
Er war 1964 der Gründer der JCDecaux-Gruppe, des momentan weltweit größten Außenwerbeunternehmens. Eine Quasi-Monopolstellung wurde mit der Geschäftsidee erreicht, Gemeinden Buswartehäuschen gratis gegen das Recht anzubieten, darin Plakatwerbung anbringen zu dürfen.
Jean-Claude Decaux führte JCDecaux und seine Tochtergesellschaften bis 2002. In diesem Jahr ging der Vorstandsvorsitz gleichberechtigt auf seine beiden Söhne Jean-François und Jean-Charles über. Seit 2013 gehört auch sein dritter Sohn Jean-Sebastien dem Vorstand des Unternehmens an. Im gleichen Jahr zog sich Jean-Claude Decaux endgültig aus dem Unternehmen zurück, als er den Vorsitz des Aufsichtsrates niederlegte.
Er besetzte zusammen mit seiner Familie auf der globalen Forbes Milliardärsliste den 163. Platz mit 6 Milliarden USD im März 2011.
Nur auf Frankreich bezogen belegte er den 6. Platz.